# Starman (luchador)
Starman (16 de diciembre de 1974-23 de septiembre de 2022) fue un luchador profesional mexicano que estuvo en el Consejo Mundial de Lucha Libre (CMLL) desde 1996. El nombre real de Starman no era un asunto de registro público, contrario a otros luchadores, donde sus vidas privadas se mantienen en secreto para los fanáticos de la lucha.

## Carrera
En sus inicios debutó el 30 de abril de 1994 en Naucalpan como Ultramán Jr. Durante su paso por Naucalpan ganó la máscara de Tortuguillo Karateka IV, una de las Tortugas Ninja. En 1995 tuvo su primera gira japonesa en julio luchando en Pro Wrestling Fujiwara Gumi. En noviembre de 1995 se alía por primera vez con Solar y Super Astro para reformar los Cadetes del Espacio. A principios de los años 80, los Cadetes originales (Solar, Super Astro y el Ultramán original) eran un equipo popular de alto vuelo. Poco tiempo después, comenzó a luchar para el Consejo Mundial de Lucha Libre (CMLL).
El 23 de enero de 1996 debutó en el CMLL haciendo equipo con Alacrán de Durango y Olimpus derrotando a Fiero, América y Linx. Posteriormente estuvo en un torneo del Bloque B por el Campeonato Mundial de Peso Wélter del CMLL. En la primera ronda, perdió ante Karloff Lagarde, Jr. En octubre de 1998 cambió su nombre a Starman para evitar problemas legales con el Ultramán original (no un pariente). Incluso desde su debut, el original había estado peleándose con él por los derechos del nombre. Cambió su nombre a Starman después de eso. Hizo su primera aparición en un "espectáculo importante" cuando se asoció con Astro Rey Jr., El Oriental, Tigre Blanco y Mr. Águila cayendo derrotado ante Zumbido, El Satánico, Valentín Mayo, Virus y Rencor Latino en el cartelera del evento de pago por evento Ruleta de la Muerte de 1999 de CMLL. El 17 de marzo de 2000, realizó otro espectáculo importante haciendo equipo con Tigre Blanco, Máscara Mágica, Astro Rey, Jr., Antifaz, Tony Rivera, Safari y Olímpico en otro esfuerzo fallido ante Arkangel de la Muerte, Dr. O'Borman, Guerrero, Zumbido, Rencor Latino, Mr. México, Violencia y Rey Bucanero. El 1 de enero de 2001, se convirtió nuevamente en Ultraman Jr. para perder su máscara ante Arkangel de la Muerte en una cartelera japonesa copromovida por Atsushi Onita. Esta pérdida de la máscara nunca fue reconocida ni siquiera mencionada en su país de origen.

### Regreso a Japón
En 2005, Starman comenzó a luchar en Japón nuevamente, esta vez en New Japan Pro-Wrestling (NJPW). Desde su regreso, perdió su primer partido ante la leyenda japonesa, Tiger Mask. Meses después regresó a la lucha libre de CMLL en la cartelera.